# Sam Levinson
Samuel Levinson (ur. 8 stycznia 1985) – amerykański aktor, scenarzysta, reżyser i producent filmowy.

## Wczesne lata
Urodził się jako syn Diany Rhodes, scenografki reklam telewizyjnych, i Barry’ego Levinsona, filmowca. Jego ojciec pochodził z rodziny żydowskiej. Ma brata Jacka (ur. 15 maja 1988), który jest również aktorem oraz dwoje przyrodniego rodzeństwa, siostrę Michelle i brata Patricka, z pierwszego małżeństwa jego matki. 

## Kariera
W 1992 zadebiutował jako aktor, występując razem z bratem w komedii fantasy Zabaweczki. W późniejszych latach wystąpił także w innych filmach reżyserowanych przez swojego ojca – Co jest grane? i Włamaniu na śniadanie. W dramacie Uwe Bolla Stoic (2009) z udziałem Edwarda Furlonga i Shauna Siposa wcielił się w rolę Petera Thompsona. 
W 2011 zdobył, za swój debiut reżyserski Kolejny szczęśliwy dzień, nagrodę Waldo Salt Screenwriting Award na Sundance Film Festival. W 2017 razem z Samem Baumem i Johnem Burhnamem Schwartzem współtworzył scenariusz do filmu telewizyjnego Arcyoszust. 
W 2018 Levinson napisał i wyreżyserował Assasination Nation. Premiera filmu odbyła się na Sundance Film Festival i spotkał się on z mieszanym recenzjami krytyków, którzy chwalili go za „szaloną i stylową wizualnie” akcję, ale krytykowali za słabo napisane postaci. 
W czerwcu 2019 stworzył serial HBO Euforia, oparty na izraelskim serialu o tym samym tytule. Produkcja zdobyła uznanie krytyków, którzy chwalili ją za reżyserię, scenariusz i grę aktorską. 
Levinson jest współautorem scenariusza dreszczowca erotycznego Deep Water i producentem wykonawczym dramatu Cząstki kobiety. W 2020 napisał i wyreżyserował film Malcolm i Marie. 

## Życie prywatne
W latach 2008–2011 był w związku z Ellen Barkin. Obecnie jest mężem Ashley Lent Levinson, z którą ma syna. W młodości był uzależniony od narkotyków. 

## Filmografia

### Filmy i seriale
| Rok  | Tytuł                    | Reżyser | Scenarzysta | Producent | Dodatkowe informacje                               |
| ---- | ------------------------ | ------- | ----------- | --------- | -------------------------------------------------- |
| 2010 | Operacja: Końcówka       | Nie     | Tak         | Nie       | Razem z Brianem Watanabe                           |
| 2011 | Kolejny szczęśliwy dzień | Tak     | Tak         | Nie       | Debiut reżyserski                                  |
| 2017 | Arcyoszust               | Nie     | Tak         | Nie       | Razem z Samem Baumem i Johnem Burhnamem Schwartzem |
| 2018 | Assasination Nation      | Tak     | Tak         | Nie       |                                                    |
| 2019 | Euforia                  | Tak     | Tak         | Tak       | Serial telewizyjny; 12 odcinków                    |
| 2020 | Cząstki kobiety          | Nie     | Nie         | Tak       |                                                    |
| 2021 | Malcolm i Marie          | Tak     | Tak         | Tak       |                                                    |
| 2021 | Deep Water               | Nie     | Tak         | Nie       | Razem z Zachem Helmem                              |

#### Role aktorskie
| Rok  | Tytuł                 | Rola                    |
| ---- | --------------------- | ----------------------- |
| 1992 | Zabaweczki            | Gracz w pokoju wojennym |
| 2001 | Włamanie na śniadanie | Billy Saunders          |
| 2008 | Co jest grane?        | Carl                    |
| 2009 | Stoic                 | Peter Thompson          |